# Николај Гамалеја
Николај Фјодорович Гамалеја (рус. Никола́й Фёдорович Гамале́я, укр. Мико́ла Фе́дорович Гамалі́я; 17. фебруар 1859 — 29. март 1949) био је совјетски лекар, научник и пионир у микробиологији и истраживању цепива.

## Школовање
Гамалеја је рођен у Одеси, у Руској Империји (данашња Украјина). Дипломирао је на Новорусијском универзитету у Одеси (данас Универзитет у Одеси) 1880. године и на Петроградској војно-медицинској академији 1883. године. Касније је постао угледни локални одески лекар.

## Доприноси науци и јавноме здрављу
Радио је у лабораторији Луја Пастера у Француској 1886. године. Када се вратио у Одесу, пратио је Пастеров модел када придружио Иљи Мечникову у организацији бактериолошке станице у Одеси за студије цепљења против беснила и научних истраживања за борбу против куге и колере код говеда, дијагностиковању испљувака за јектике и припремању вакцина против антракса. Одески бактериолошки институт је постао прва бактериолошка посматрачка страница у целој Империји.
Упркос лошој инфраструктури и малом броју особља, научници су успели да схвате услове под којима би вакцинација против беснила била најефикаснија. Гамалејин предлог за коришћење убијених бацила у вакцинама против колере је касније успешно примењиван у широм обиму цепљења. Сличне истраживачке станцице су убрзо основане у Кијеву (1886), Дњепру (1897) и Чернигову (1897).
После одбране дисертације о етиологији колере 1892. године (објављена је годину дана доцније), Гамалеја је био директор Одескога бактериолошког института (1896-1908). После проучавања лизије бактерије Bacillus anthracis, Гамалеја је 1898. године открио антитела која уништавају бактерија која су данас познатија као бактериолизини.
Гамалеја је покренуо јавноздравствену кампању истребљења пацова у борби против куге у својој родној Одеси, као и упозоравајући да су ваши преносиоци тифуса. У периоду од 1910. до 1913. године је уређивао научни часопис Хигијена и санитарије.
Гамалејин каснији рад, укључујући организовање снабдевања и дистрибуције вакцина против малих богиња за Црвену армију, направио је један од кључних корака ка коначном искорењивању малих богиња у СССР-у.
Гамалеја је аутор више од 300 академских публикација о бактериологији, био је члан Академија наука СССР-а и Совјетске академије медициснких наука. Био је такође шеф Свезавезног друштва микробиолога, епидемиолога и инфектолога.

## Награде
Добио је висока признања Совјетскога Савеза међу којима су и два Лењинова ордена, Орден Црвене радничке заставе и 1943. године Државну награду Стаљин.
Високо цењене Гамалејине државне почасти укључивале су два Лењинова ордена, Орден Црвене заставе рада и Државну Стаљинову награду 1943. године.

## Смрт и наслеђе
Гамалеја је умро 29. марта у Москви, сахрањен је на гробљу Новодевичје у том граду.
Федерални истраживачки центар за епидемиологију и микробиологију у Москви, у Руској Федерацији носи његово име.